# Clementine Plessner
Clementine Plessner (Vienna, 7 dicembre 1855 – Campo di concentramento di Theresienstadt, 27 febbraio 1943) è stata un'attrice austriaca.

## Biografia
Lavorò soprattutto nell'industria cinematografica tedesca dal 1918 ai primi anni trenta. Tra le pellicole a cui ha preso parte vi sono Anders als die Andern (1919) e Il cammino della notte (1921).
Con l'avvento del nazismo, l'attrice, ebrea, lasciò la Germania per l'Austria, ma con l'Anschluss, cioè l'annessione dell'Austria alla Germania avvenuta nel 1938, fu arrestata dalle autorità naziste. Morì nel campo di concentramento di Theresienstadt.

## Filmografia parziale
- Bara en danserska, regia di Olof Molander (1926)